# Nanosystème électromécanique
Pour les articles homonymes, voir Nems.
Les NEMS pour Nano Electro-Mechanical Systems, en français : Systèmes ÉlectroMécaniques Nanométriques ; on parle aussi de nanosystèmes.
Ce sont des dispositifs analogues aux MEMS, mais à l'échelle du nanomètre. On parle de NEMS pour des structures mécaniques miniatures, réalisant des fonctions de capteur ou d'actionneur, dont au moins une des dimensions est de taille nanométrique. Contrairement aux MEMS qui sont développés depuis les années 1970, et utilisés dans des fonctions grand public depuis les années 1990 (micro-accéléromètre pour le déclenchement des coussins gonflables de sécurité (« airbags »), cartouches d'imprimantes à jet d'encre), les NEMS sont une technologie beaucoup plus émergente auxquels les scientifiques commencent à s'intéresser dans les années 2000 et dont aucune application n'est encore sortie des laboratoires. 
En raison de leur taille, la physique des NEMS est différente de la physique « à l'échelle humaine ». Les forces surfaciques deviennent prédominantes et les phénomènes quantiques de même.
Les nanotubes de carbone sont la matière première de nombreuses réalisations de NEMS (nano-moteur, oscillateur ultra haute fréquence).

## Généralité
En raison de l'échelle à laquelle ils fonctionnent, les NEMS tendent à influer sur beaucoup de domaines technologiques et scientifiques et finalement remplacer les MEMS. Comme l'a fait remarquer Richard Feynman dans son célèbre discours de 1959, (en) There's Plenty of Room at the Bottom, il y a beaucoup d'applications potentielles de machines de plus en plus petites ; en construisant et contrôlant des machines aux plus petites échelles, toute la technologie en profite. Parmi les bénéfices attendus on trouve une plus grande efficacité, une taille réduite, une consommation d'énergie moindre, et des coûts de production plus faibles.